# Ignace Murwanashyaka
Ignace Murwanashyaka, né le 14 mai 1963 à Butare (district de Ngoma, Rwanda) et mort le 16 avril 2019 à Mannheim (Allemagne),, est un militaire rwandais[Information douteuse], chef rebelle hutu, président des Forces démocratiques de libération du Rwanda (FDLR), opérant en République démocratique du Congo (RDC) lors de la deuxième guerre du Congo.

## Biographie
En 1989, Ignace Murwanashyaka part étudier en Allemagne. 
De 1998 à 1999, il est président de la section allemande du Rassemblement démocratique pour le retour des réfugiés (RDR) et évolue dans un cercle d’intellectuels hutu proche des thèses du Hutu power. 
En 2001, il devient le président des Forces démocratiques de libération du Rwanda (FDLR), une milice paramilitaire impliquée dans les conflits en République démocratique du Congo depuis 2000, année de sa création, et dont certains membres fondateurs issus des milices Interahamwe, des ex-FAR et de l'Armée de libération du Rwanda (ALiR) auraient participé au génocide des Tutsi au Rwanda en 1994. L'implication de Murwanasyaka dans le génocide est peu probable, celui-ci n'étant pas présent sur le continent africain à cette époque,.
En novembre 2005, le Conseil de sécurité des Nations unies prend des sanctions contre des miliciens congolais et des rebelles hutus rwandais, dont Ignace Murwanashyaka, qui est inscrit sur la « liste noire » et fait l’objet de sanctions : gel des avoirs à l’étranger et interdictions de voyager, pour violation de l’embargo sur les armes décrété en 2004.
Recherchés par Interpol à la demande de Kigali, Ignace Murwanashyaka et son adjoint Straton Musoni, sont arrêtés le 17 novembre 2009, dans la région de Stuttgart et de Karlsruhe en Allemagne, où ils résidaient depuis la fin des années 1980. Ils sont soupçonnés de crimes de guerre et crime contre l'humanité, (26 chefs d'accusation de crimes de guerre et 39 de crimes contre l'humanité) et Murwanashyaka d'avoir assumé le commandement d'un groupe terroriste.
le 29 novembre 2014, il est réélu président des FDLR pour un mandat de cinq ans.
Jugé en Allemagne, Murwanashyaka est condamné le 28 septembre 2015 à 13 ans de prison par une cour de Stuttgart, pour crimes contre l'humanité et crimes de guerre, commis dans l'est de la République démocratique du Congo (RDC).